# Stazione di Bronzolo
La stazione di Bronzolo (in tedesco Branzoll) si trova in via Stazione appena fuori dal paese sulla linea Verona – Innsbruck ed è stata aperta nel 1859.
Per quello che riguarda la categorizzazione delle stazioni, RFI la considera di categoria silver.

## Strutture e impianti

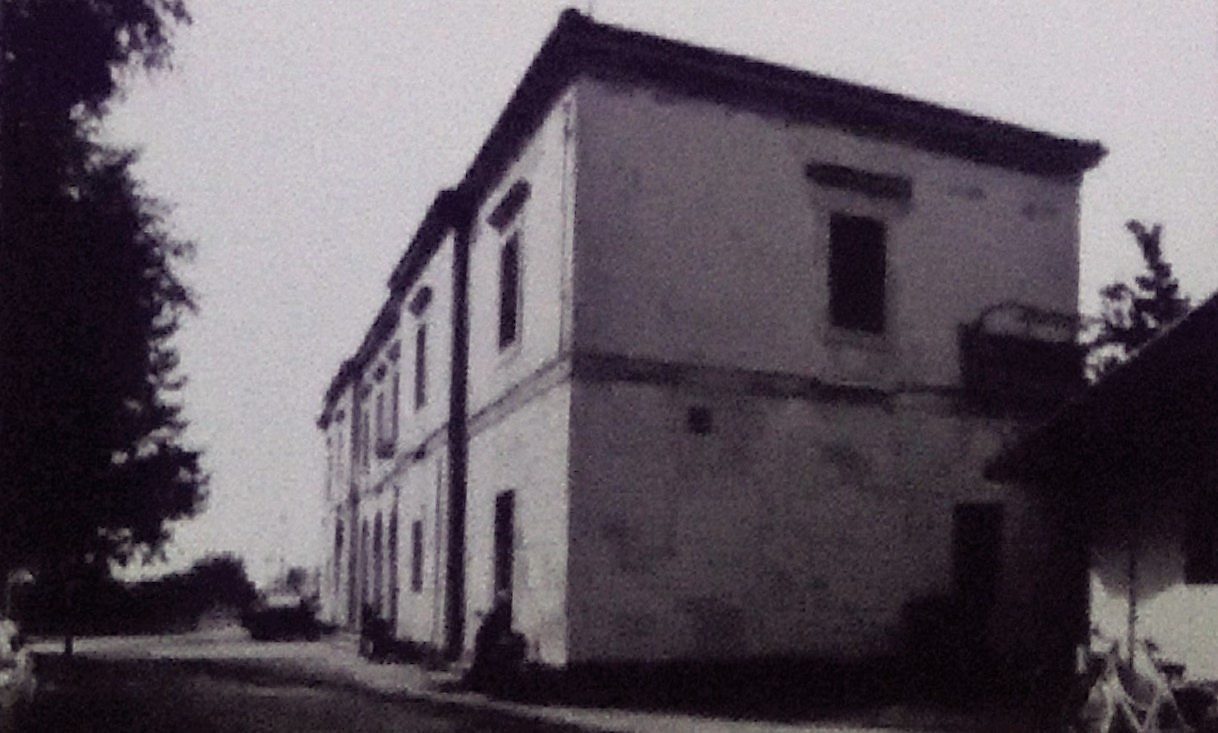
Prospetto del 1991

Il fabbricato viaggiatori ospita la biglietteria automatica e la sala d'attesa.
Nella stazione si contano quattro binari passanti utilizzati per il servizio passeggeri, oltre ad altri binari per il trasporto merci. I binari sono collegati da sottopassaggio.

## Movimento
La stazione è gestita da RFI è ha un discreto flusso viaggiatori che vede la stazione mediamente  con 5 persone in attesa dei treni, che possono diventare anche 15 nelle settimane di vacanza.
Nella stazione fermano tutti i treni classificati come Regionali.
Gli annunci vengono trasmessi da una voce registrata in italiano ed in tedesco.

## Servizi
La stazione dispone di:
- Accessibilità per portatori di handicap
- Sottopassaggio
- Parcheggio